# Örmény Wikipédia
Az Örmény Wikipédia (örmény nyelven: ) a Wikipédia projekt örmény nyelvű változata, egy internetes enciklopédia. Az Örmény Wikipédiának 10 adminja, 152 595 felhasználója van, melyből 586 fő az aktív szerkesztő. A lapok száma (beleértve a szócikkeket, vitalapokat, allapokat és egyéb lapokat is) 1 169 300, a szerkesztések száma pedig 10 255 536.

## Mérföldkövek
- 2005. február - elindul az oldal
- Jelenlegi szócikkek száma: 269 322 (2020. április 30.)

## Külső hivatkozások
- Az Örmény Wikipédia kezdőlapja